# ترفيه سياسي

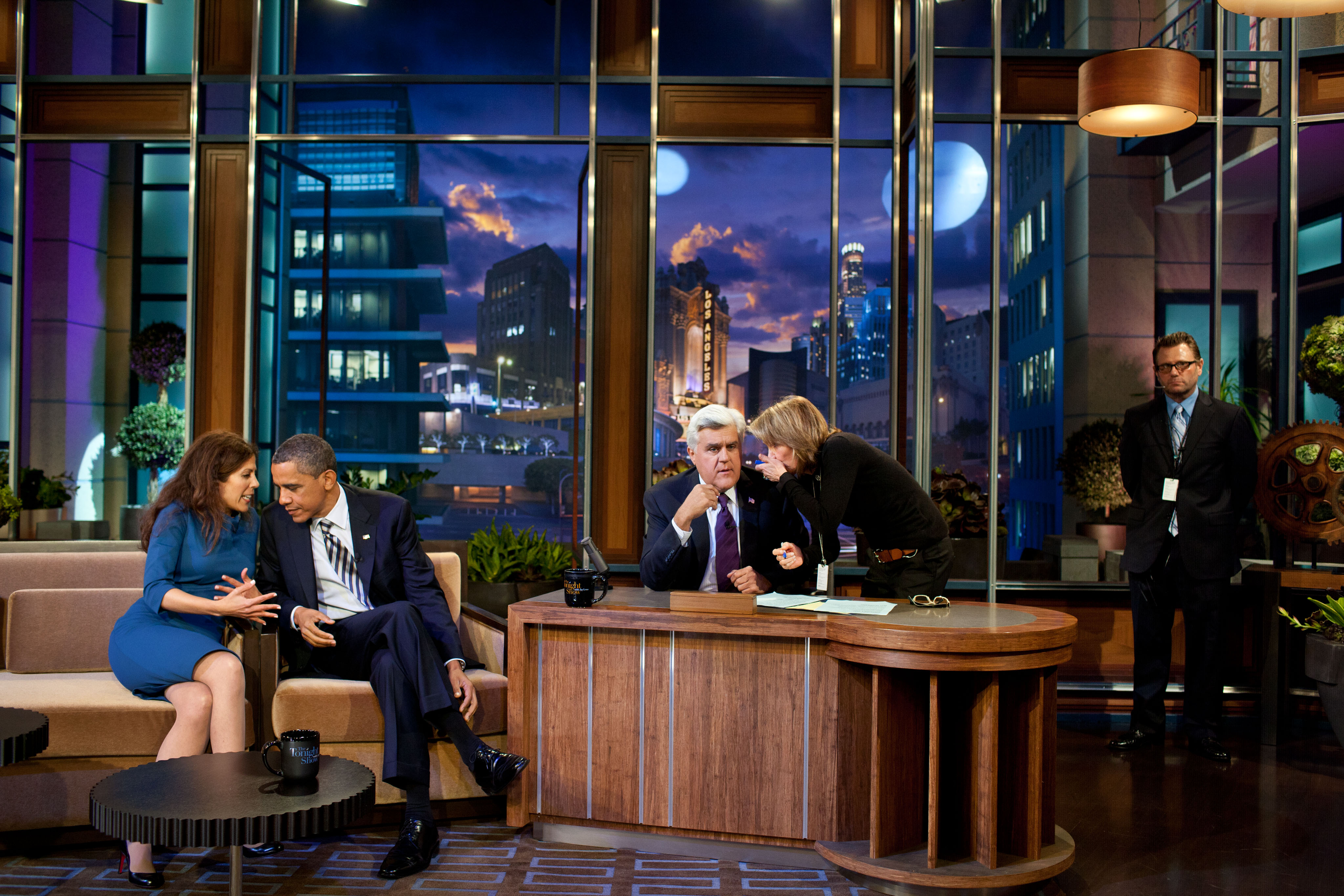
صورة لأوباما في البرنامج الحواري ذا تونايت شو

الترفيه السياسي هو مصطلح منحوت من كلمتي السياسة والترفيه، ويصف التوجهات السياسية والإعلامية الهادفة لإضفاء بعض البهجة على التقارير السياسية والتغطية الإخبارية عن طريق استخدام العناصر المُستمَدة من العلاقات العامة. فاستبعاد بعض المحتوى والمادة الإخبارية يمكن تعويضه بسهولة عن طريق إضفاء بعض الإثارة على الأخبار، وإن كان مدى صحة ذلك أمرًا مختلفًا عليه. ومن ثم، يتشابه مصطلح الترفيه السياسي مع مصطلحي الترفيه التعليمي والترفيه المعلوماتي.